# Биковець
Биковець (рум. Bucovăţ) — місто в Страшенському районі Молдови. Залізнична станція на лінії Кишинів-Унгени за 36 км від Ніспорен.
У 1969 році нараховував 2,2 тисячі жителів. У часи МРСР Биковець був селищем міського типу в складі Келераського району. У селищі працював консервний завод, птахофабрика.